# クイズ機動戦士ガンダム 問・戦士
『クイズ機動戦士ガンダム 問・戦士』（クイズきどうせんしガンダム とい・せんし）は2006年5月にバンプレストより発売されたアーケードゲーム。ガンダムシリーズ全般に関する問題を扱ったクイズゲームである。タイトルはアニメ映画『機動戦士ガンダムII 哀・戦士編』のもじり。
2006年7月13日にはバンダイナムコゲームス（バンダイレーベル）より後期バージョンをベースにPlayStation Portable（PSP）用ソフトとしてカスタマイズ移植され、PSP版で追加された名場面クイズと、同じくPSP版オリジナルクイズである名ゼリフクイズモードやその他新要素を追加した『クイズ機動戦士ガンダム 問戦士DX』が発売された。本項ではこちらについても紹介する。

## 解説
『機動戦士ガンダム』（1st・ファーストガンダム）・『機動戦士ガンダム 第08MS小隊』・『機動戦士ガンダム0080 ポケットの中の戦争』・『機動戦士ガンダム戦記 Lost War Chronicles』・『機動戦士ガンダム0083 STARDUST MEMORY』・『機動戦士Ζガンダム』からモビルスーツ（モビルアーマー）やキャラクターが登場。クイズの出題範囲作品は『機動戦士ガンダム』から稼働時点での最新作だった『機動戦士ガンダムSEED DESTINY』までのテレビシリーズとOVA作品、小説作品やゲーム作品、ガンプラなどの関連玩具までのメディアミックスを網羅しており、そのうち大半がファーストガンダム関連の問題である。出題範囲をガンダムシリーズのみに統一するなど、アニメ作品を題材にしたクイズゲームとしては異色の作品である。
なお、アーケード版のポスターイラストとPSP版のパッケージイラストは『トニーたけざきのガンダム漫画』などのガンダム関連の漫画を数多く執筆している漫画家のトニーたけざきが手がけている。
ゲーム上の設定としては、ミノフスキー粒子が濃すぎたためにモビルスーツでの有視界戦闘が出来なくなり、ギレンの口から「クイズによる勝負」を持ちかけたことがオープニングムービーで言及されている。

## 登場キャラクター

### プレイヤーキャラ
プレイヤーキャラの初期搭乗機体はキャラクターを象徴する物になっており、初期搭乗機体および機体ランクがそれぞれ違うため、初期HPと攻撃力が異なっている。
機体ランクは最新鋭の試作機ほど高いため、クリス・コウ・カミーユの3名は搭乗機体的に有利である（代わりに初期搭乗機体のランクが低いキャラは能力が強い傾向にある）。
なお、宇宙、または地上では使えない機体も存在するので、その場合は同性能のMSに乗り換えて出撃する。二種類の初期搭乗機体があるキャラは前者が地上用、後者が宇宙用となる。
- アムロ　初期搭乗機体：ガンダム
声 ｰ 古谷徹
能力 - ニュータイプ覚醒（2択問題）
- カイ　初期搭乗機体：ガンキャノン
声 ｰ 古川登志夫
能力 - 乱れ撃ち（他の5人のうち誰かの能力をランダムで発動）
- シロー　初期搭乗機体：ガンダムEZ-8/ジムカスタム
声 ｰ 檜山修之
能力 - 気合（攻撃&防御力アップ）
- クリス　初期搭乗機体：ガンダムNT-1アレックス
声 ｰ 林原めぐみ
能力 - ひらめき（3択問題）
- コウ　初期搭乗機体：ガンダム試作1号機（GP-01）/ガンダム試作1号機フルバーニアン（GP-01）
声 ｰ 堀川りょう
能力 - 逆上（攻撃力2倍）
- カミーユ[1]　初期搭乗機体：Ζガンダム（最高MSランク）
声 ｰ 飛田展男
能力 - ニュータイプ覚醒（スコア2倍）

### サポートキャラクター
- ステージ開始時にランダムでプレイヤーを支援してくれる。効果はそのステージ中ずっと有効（フラウ、ファはステージ開始時に1度だけ発動）。
- 艦内にてクイズによる会話が可能で、正解率が良ければ支援してくれる確率が増える。
- ミハルは「大西洋、血に染めて」のシナリオで死亡するため、それに準じてゲームでも登場しなくなる。ルートを回避して引き続き登場することも可能。
- 旧バージョンでは、アイナは条件を満たさないと現れない。
- また、ファは旧バージョンのみの登場で、PSP版では登場しない。

- フラウ
声 ｰ 鵜飼るみ子
能力 - 声援（HPを100回復）
- ミライ
声 ｰ 白石冬美
能力 - 全速前進（タイマー（解答経過時間）の減る速度が低下）
- ノエル
声 ｰ 那須めぐみ
能力 - 索敵（ジャンルセレクト〈ジャンルを選択しないでそのまま問題に突入することも可能〉）
- カツ・レツ・キッカ
声 ｰ 白石冬美（カツ）
- ニナ
声 ｰ 佐久間レイ
能力 - 攻撃力増加
- アイナ
声 ｰ 井上喜久子
能力 - 懐中時計（不正解時のダメージを1回のみ無効化）
- ミハル
声 ｰ 間嶋里美
能力 - スパイ（3択問題）
- ファ
声 ｰ 松岡ミユキ
能力 - （HPを100回復） 計7人と1組

### 主な敵キャラクター
- シャア（一年戦争ルートの最終ボス）
- ラル
- ドズル
- ララァ
- アイナ
- ノリス
- ガトー（星の屑作戦ルートの最終ボス）
- シン[1]
- ジョニー[1]

### その他
- ブライト
- ギレン
いずれもシナリオパートもしくは名場面クイズでの登場に留まっている（ブライトの場合はシナリオ選択時でも登場する）。

## クイズの難易度とジャンル
原作さえ知っていればわかる簡単な問題から、小説、設定資料集や作品の公式サイト、ゲームの攻略本、ホビー雑誌にしか載っていないようなマニアック問題まで様々。
問題のジャンルは4種類あり、4択問題、○×問題、ストーリーの名場面クイズ、アニメのシーンの画像を見てどんなシーンか、画像に写っている人物が誰なのか、ガンプラなどのガンダムシリーズの関連グッズのパッケージやガンプラの完成品の画像を見て商品名や商品スケール、キャラクターのシルエットを見てどのキャラクターなのかを当てるビジュアル問題がある。ストーリーの会話を続けさせる名場面クイズのみノルマが存在しないため、仮に全問間違ってもクリアする事ができる。

## アーケード版のシステム
最初にキャラクターを選択し（MSは原作で搭乗したMSで出撃）、プレイヤー名を入力、その後『機動戦士ガンダム』序盤におけるサイド7襲撃から物語は始まる。
自機MSの攻撃は解答経過時間によって異なり、一番早い場合はビームサーベルなどの近距離攻撃、半分の場合はビームライフルなどの遠距離攻撃、一番遅い場合はバルカン砲などの威嚇攻撃となり、それぞれダメージも異なる。逆に不正解もしくは時間切れとなった場合は敵の攻撃としてダメージを受けてしまい、自機MSのHPが0になるとゲームオーバーとなる。
様々なボスステージをクリアした後、階級章が与えられ階級が昇進（その際通り名も与えられる）、ジャブローから支給された新しいMSに乗り換えられる（乗換えをしない場合はHPが200回復し、ボーナスポイントが10000貰える）。ただし、不正解が多い、コンティニューを続けるなどクイズやゲームの成績が悪い場合、階級章を与えられない上に（プレイ状況によっては階級章が与えられることもある）ペナルティーとしてMSのランクがダウンし下級のMSに乗り換えを命じることになる。また、本作の最高MSがΖガンダムとガンダム試作3号機なので、この2機にまで到達したら、ボーナスによる乗り換えはHP200回復とポーナスポイント10000固定となる。
ステージの合間でガンダムヒロインによるクイズが恋愛シミュレーションゲーム風に出題され、正解するとサポートできる確率が高くなる。
サポートできるキャラクターとその効果は先述のサポートキャラクターの項目を参照のこと。
また、プレイヤーは正解や不正解を出すと、特殊能力が発動するインジゲータを表すオーラが現れ（最初は青、半分は黄色、最大は赤）、最大限に達するとパイロットの特殊能力が発動し（パイロットによって効果は異なる）、それぞれの効果が発揮される（○×クイズやビジュアルクイズでは発揮されないが、インジゲータ自体は蓄積され、それらのクイズが終了し、かつ○×クイズやビジュアルクイズ以外の問題が開始されると1問目でいきなり効果が発揮されることもある）。
エンディングは『機動戦士ガンダム』終盤における一年戦争の終結や『機動戦士ガンダム0083 STARDUST MEMORY』終盤におけるティターンズ誕生の発端となったコロニー落下事件の2種類が存在する（ゲーム終盤のルート選択で決まる）。

## PSP版の追加システム
- ゲームに登場した問題のライブラリが見られる。
- アーケード版でのステージデモやオープニングムービー、そしてエンディングムービーが自由に見られる。
- アドホックモードによる通信対戦が可能。
- 問戦士モードと呼ばれる、シリーズ別と問題のジャンル別（四択問題など）に分けてクイズを出題するモードが遊べる。
- PSP版で追加された名場面クイズが登場（アーケード版での名場面クイズはファーストガンダムのみ）
追加された名場面クイズは、ファーストガンダムの最終話、ガンダム0083の2話と10話と13話、第08MS小隊の10話、逆襲のシャアのオープニングシーンとエンディングシーン。
- エンドレスモードと呼ばれる、全ての問題からランダムで出題されるクイズモードがある。お手つき回数は10回まで。
- PSP版オリジナルの名ゼリフクイズが登場（問題の部分〈『○○』の部分〉はビームライフルやマシンガンの発射音のSEで伏せている）。

## その他
- オープニングナレーションとエンディングナレーション、ステージのサブタイトルコールはブライト・ノア役の鈴置洋孝が、ステージデモのナレーションはアナベル・ガトー役の大塚明夫がそれぞれ担当している。
- PSP版での名ゼリフクイズにおいて『機動戦士ガンダムΖΖ』の最終話でブライトが発したセリフが問題として出題されているが、何故かファーストガンダムのセリフとしてカテゴライズされている。